# 139 (tal)
139 är det naturliga talet som följer 138 och som följs av 140.

## Inom matematiken
- 139 är ett udda tal.
- 139 är det 34:e primtalet efter 137 och före 149
- 139 är primtalstvilling med 137
- 139 är ett centrerat ikositrigontal
- 139 är ett glatt tal

## Inom vetenskapen
- 139 Juewa, en asteroid